# Las habladurías del mundo
"Las habladurías del mundo" es una canción compuesta por el músico argentino Luis Alberto Spinetta, que integra -como track 9- el álbum Artaud de 1973, de Luis Alberto Spinetta bajo el nombre de Pescado Rabioso, álbum que ha sido considerado el mejor de la historia del rock argentino.
El tema en el álbum es interpretado por Spinetta, junto a sus excompañeros de Almendra, Emilio del Guercio (bajo) y Rodolfo García (batería y cencerro).

## Contexto
El álbum Artaud fue compuesto por Spinetta en el segundo semestre de 1973, inspirándose en la obra del poeta y dramaturgo surrealista Antonin Artaud, especialmente en sus obras Heliogábalo o el anarquista coronado (1934) y Van Gogh, el suicidado por la sociedad (1947). Spinetta se siente impactado por la tragedia y el sufrimiento, pero a la vez por la riqueza interior, de esos personajes vulnerables, alienados y marginados, como Artaud, el creador del teatro de la crueldad que inauguró el teatro moderno y fue encerrado en los manicomios franceses; Heliogábalo, el emperador transgénero anarquista descuartizado cuando tenía solo 18 años; y Vincent Van Gogh, el genial pintor suicidado por una sociedad que no toleraba su visión del mundo.
El disco fue concebido en un momento crucial de la historia sudamericana, de alta violencia política, en el que comenzaban a instalarse dictaduras cívico-militares, coordinadas entre sí por medio del Plan Cóndor y apoyadas por Estados Unidos, que anularían completamente la vigencia de los derechos humanos durante dos décadas. El músico relacionaba ese momento del país, con la desesperación que transmitía la obra de Artaud y el nihilismo del rock expresado en las drogas y la "promiscuidad sin sentido", y lo sentía incompatible con su propia visión del rock y de la vida, expresada en el Manifiesto cuyo título toma de la evaluación que Artaud hace de Van Gogh, "Rock: música dura, la suicidada por la sociedad", y que Spinetta publica simultáneamente con el disco. En su Manifiesto Spinetta denuncia la "profesionalidad" y el "negocio del rock", "porque en esa profesionalidad se establece un juego que contradice la liberación, que pudre el instinto". Spinetta expone aquí la necesidad de preservar una visión dura de la realidad, que es la esencia del rock, y dar a la vez una respuesta basada en el amor:

Quien lo haya leído (a Artaud) no puede evadirse de una cuota de desesperación. Para él la respuesta del hombre es la locura; para Lennon es el amor. Yo creo más en el encuentro de la perfección y la felicidad a través de la supresión del dolor que mediante la locura y el sufrimiento. Creo que sólo si nos preocupamos por sanear el alma vamos a evitar distorsiones sociales y comportamientos fascistas, doctrinas injustas y totalitarismos, políticas absurdas y guerras deplorables. La única forma de hacer subir el peso es con amor.
Luis Alberto Spinetta

## La canción
"Las habladurías del mundo" es el noveno y último track del álbum Artaud. Se trata de un rock. El título está referido a la exposición de la intimidad del propio Spinetta en los medios de comunicación. Spinetta establece una relación directa entre el poder de esas "habladurías" en los medios de comunicación y estar "atado" a un sueño:

No estoy atado a ningun sueño ya.
Las habladurías del mundo
no pueden atraparnos.
Las habladurías del mundo

Varios críticos han señalado el sonido latino de la canción y de los solos de la guitarra eléctrica, probablemente con influencia del rock chicano de Carlos Santana, que había estado en Argentina en octubre de ese mismo año 1973.
Unos años después Spinetta diría en una entrevista con Miguel Grinberg:

un día vino Carlos Santana a tocar a la Argentina. A mí personalmente me movió las neuronas. La intensidad, el clima que impuso, la fluidez con que tocó las dos horas de concierto, sin mosquear. No hicieron rhythm and blues. Y a esta altura me cago en ello, salvo que sea el R & B original.
Luis Alberto Spinetta

El crítico musical Claudio Kleiman, en un artículo en la revista Rolling Stone, describe del siguiente modo sus impresiones sobre la canción:

"LAS HABLADURIAS DEL MUNDO". La última canción del disco tiene una impronta rockera, con la participación de la base de Almendra, y tiende un puente tanto hacia este grupo (no hubiera estado fuera de lugar en el álbum doble de Almendra) como al último Pescado Rabioso (el de Pescado 2), con una estructura que incluye numerosos cortes (stop-and-start) que propulsan el tema hacia adelante. La guitarra eléctrica que duplica la línea vocal remite a un recurso utilizado por Harrison en los Beatles, mientras que el ritmo asume por momentos una síncopa latina, empujado por el cencerro de Rodolfo. La última frase (del tema, del álbum) funciona como una verdadera declaración de principios: "No estoy atado a ningún sueño ya/ las habladurías del mundo no pueden atraparnos".
Claudio Kleiman

## Créditos
- Luis Alberto Spinetta: guitarra eléctrica y voz.
- Emilio del Guercio: bajo.
- Rodolfo García: batería y cencerro.